# Cornelius van Coll
Cornelius van Coll (Nuenen, 1842 - Paramaribo, 1922) was een Nederlands, rooms-katholiek geestelijke en schrijver. Hij werkte als missionaris in Suriname en schreef over de Surinaamse bevolkingsgroepen.
Van Coll studeerde in 's-Hertogenbosch en Wittem en trad in Sint-Truiden (B) toe tot de orde der redemptoristen. In 1871 werd hij als missionaris naar Paramaribo uitgezonden, waar hij in hetzelfde jaar zijn priesterwijding ontving. Hij zou vijftig jaar in Suriname verblijven, waarvan vele jaren werkzaam in de binnenlanden vanuit de missieposten Batavia, Nickerie en Marianella. Van de laatste twee was hij de oprichter.
Van Coll schreef respectvol en met een antropologische blik over de verschillende bevolkingsgroepen in Suriname. Hij was bekend met het werk van contemporaine auteurs zoals Scoles, Vlier, Kappler, Focke, Creveaux en Bonaparte. De pater liet in het Sranan en in de taal van de Karaïben een catechismus drukken. Verder schreef hij artikelen in het Frans en het Duits over Suriname in Anthropos, een etnologisch tijdschrift dat in Wenen werd uitgegeven.
Van Coll wees al vroeg de term 'indianen' af; hij gebruikte de namen die de inheemsen zelf hanteerden, zoals (in het Karaïbs) Kalienja of (in het Arowaks) Loekoenoe wat zoveel betekent als 'mensen'. Ook aan de geschiedschrijving van de Marrons heeft Van Coll bijgedragen, zoals bijvoorbeeld over het dorp Kamp van Broos (Van Coll, 1903).
Vanwege zijn bijdragen aan de wetenschap ontving Van Coll het ridderkruis in de Orde van Oranje-Nassau. Bij zijn overlijden schreef De Surinamer dat een ‘waar en oprecht vriend van Suriname, een belangeloos werker ten bate van dit land' was heengegaan. Zijn uitvaart vond plaats in de kathedraal van Paramaribo, een gebouw waarvoor hij in 1882 vrij succesvol fondsen had geworven in Nederland.